# 広瀬治
広瀬 治（ひろせ おさむ、1965年6月6日 - ）は、埼玉県与野市（現：さいたま市中央区）出身の元プロサッカー選手、サッカー指導者。現役時代のポジションはミッドフィールダー、ディフェンダー。

## 来歴
小学校3年生の時にサッカーを始め、5年生の時にクラブチームの三菱養和SCへ加入。中学は地元の与野西中学校へ進学したが中学ではサッカー部に所属せず、引き続き三菱養和でサッカーを学んだ。
高校進学の際には「全国高校サッカー選手権でプレーをしたい」という希望から東京都の帝京高等学校へ進学。1年次からレギュラーの座を掴むと同期の平岡和徳と共に中盤を形成し、1983年の高校選手権でベスト4進出。3年次の全国高校サッカー選手権では膝の故障もあって万全のコンディションではなかった が、同校の3度目の全国高校選手権制覇に貢献した。
高校卒業後の1984年4月に三菱重工業へ入社し、日本サッカーリーグ1部の三菱重工業サッカー部（現浦和レッドダイヤモンズ）に入部。加入初年度から出場機会を掴むと同年10月14日のJSL第13節、本田技研戦で初得点を決めると、その後も帝京高校の先輩である名取篤らと共に三菱の中盤を支え、2部リーグへ降格となった1989-90シーズンには25アシストを記録しJSL2部のアシスト王に輝いた。
1992年にJリーグ創設に伴い浦和レッドダイヤモンズが誕生すると名取と共にチーム最古参の選手としてチームを牽引。主に攻撃的MFを務め正確なプレースキックには日本リーグ時代から定評があった。が、その一方で20代後半に差し掛かった広瀬のプレースタイルを「プレーが遅い」「厳しいプレッシャーの中では通用しない」と評する関係者もいた。
しかし、1995年にホルガー・オジェックが監督に就任すると守備的MFにコンバート。新人の土橋正樹とのコンビでレッズの中盤を構築すると、冷静な読みと正確無比なロングパス、ウーベ・バインへのリンクマンとしてのショートパス、強烈なミドルシュートを武器にサントリーシリーズ3位に貢献しオジェック体制で欠かすことの出来ない存在となっていった。オジェックは1995年の開幕前のインタビューで、「広瀬のような経験のある視野の広い選手と出合えて私は幸せだ。彼ほどロングパスが正確な選手はめったにいない。」という主旨の発言をしている。翌1996年はギド・ブッフバルトを負傷で欠いたこともありリベロへコンバート。ブッフバルトの復帰後もこのポジションを務め、最後尾からチームを統率した。2000年に引退するまでいぶし銀のプレーで、前身の三菱時代を含め17シーズンにわたって同クラブの中盤を支え続けた。
現役引退後は指導者の道へ進み、浦和レッズジュニアユースのコーチに転身。浦和レッズユースの監督を経てトップチームのコーチを務めた。トップコーチ辞任後は強化部に所属した後に浦和を離れ、尚美学園大学サッカー部コーチ2017年から2019年の3年間茨城県リーグ1部所属の境トリニタス監督を務めた後、2020年からは埼玉県リーグ3部の川越FUTUREの監督となった。

## 人物
- リーグを代表するフリーキックの名手で、度々直接フリーキックで得点したが特にアビスパ福岡のホーム・博多の森球技場と相性が良く、1996年の対戦で2点、1997年の対戦で1点直接フリーキックから得点した。
- とんねるずの木梨憲武は帝京高校サッカー部の先輩であり（石橋貴明も同校の先輩である）、サッカー絡みの企画にしばしば出演した。
- ヴィッセル神戸に所属する広瀬陸斗は次男。

## 所属クラブ
- 与野市本町少年サッカー団
- 三菱養和SC
- 1981年 - 1984年 帝京高校
- 1984年 - 2000年 三菱重工/三菱自動車/浦和レッズ

## 個人成績
2000年シーズン終了時の成績
| 国内大会個人成績 | 国内大会個人成績 | 国内大会個人成績 | 国内大会個人成績 | 国内大会個人成績 | 国内大会個人成績 | 国内大会個人成績 | 国内大会個人成績 | 国内大会個人成績 | 国内大会個人成績 | 国内大会個人成績 | 国内大会個人成績 |
| 年度             | クラブ           | 背番号           | リーグ           | リーグ戦         | リーグ戦         | リーグ杯         | リーグ杯         | オープン杯       | オープン杯       | 期間通算         | 期間通算         |
| 年度             | クラブ           | 背番号           | リーグ           | 出場             | 得点             | 出場             | 得点             | 出場             | 得点             | 出場             | 得点             |
| 日本             | 日本             | 日本             | 日本             | リーグ戦         | リーグ戦         | JSL杯/ナビスコ杯 | JSL杯/ナビスコ杯 | 天皇杯           | 天皇杯           | 期間通算         | 期間通算         |
| ---------------- | ---------------- | ---------------- | ---------------- | ---------------- | ---------------- | ---------------- | ---------------- | ---------------- | ---------------- | ---------------- | ---------------- |
| 1984             | 三菱             | 20               | JSL1部           | 13               | 1                | 2                | 0                | 1                | 1                | 16               | 2                |
| 1985             | 三菱             | 20               | JSL1部           | 20               | 5                | 2                | 0                | 3                | 1                | 25               | 6                |
| 1986-87          | 三菱             | 20               | JSL1部           | 22               | 0                | 2                | 0                | 2                | 2                | 26               | 2                |
| 1987-88          | 三菱             | 20               | JSL1部           | 15               | 2                | 3                | 0                | 1                | 0                | 19               | 2                |
| 1988-89          | 三菱             | 13               | JSL1部           | 16               | 0                | 3                | 1                | 2                | 0                | 21               | 1                |
| 1989-90          | 三菱             | 6                | JSL2部           | 25               | 6                | 0                | 0                | 1                | 0                | 26               | 6                |
| 1990-91          | 三菱             | 6                | JSL1部           | 18               | 1                | 1                | 0                | 2                | 0                | 21               | 1                |
| 1991-92          | 三菱             | 6                | JSL1部           | 18               | 3                | 1                | 0                | 2                | 0                | 21               | 3                |
| 1992             | 浦和             | -                | J                | -                | -                | 7                | 0                | 3                | 2                | 10               | 2                |
| 1993             | 浦和             | -                | J                | 26               | 2                | 1                | 1                | 2                | 0                | 29               | 3                |
| 1994             | 浦和             | -                | J                | 18               | 4                | 2                | 0                | 0                | 0                | 20               | 4                |
| 1995             | 浦和             | -                | J                | 49               | 2                | -                | -                | 2                | 0                | 51               | 2                |
| 1996             | 浦和             | -                | J                | 24               | 4                | 9                | 0                | 4                | 0                | 37               | 4                |
| 1997             | 浦和             | 8                | J                | 19               | 1                | 4                | 0                | 0                | 0                | 23               | 1                |
| 1998             | 浦和             | 8                | J                | 23               | 0                | 4                | 1                | 2                | 0                | 29               | 1                |
| 1999             | 浦和             | 18               | J1               | 13               | 0                | 3                | 0                | 2                | 0                | 18               | 0                |
| 2000             | 浦和             | 18               | J2               | 7                | 0                | 0                | 0                | 0                | 0                | 7                | 0                |
| 通算             | 日本             | 日本             | J1               | 172              | 13               | 30               | 2                | 15               | 2                | 217              | 17               |
| 通算             | 日本             | 日本             | J2               | 7                | 0                | 0                | 0                | 0                | 0                | 7                | 0                |
| 通算             | 日本             | 日本             | JSL1部           | 122              | 12               | 14               | 1                | 13               | 4                | 149              | 17               |
| 通算             | 日本             | 日本             | JSL2部           | 25               | 6                | 0                | 0                | 1                | 0                | 26               | 6                |
| 総通算           | 総通算           | 総通算           | 総通算           | 326              | 31               | 44               | 3                | 29               | 6                | 399              | 40               |

その他の公式戦
- 1990年
  - コニカカップ 6試合1得点
- 1991年
  - コニカカップ 2試合0得点

## 記録
- Jリーグ初出場：1993年5月16日 対ガンバ大阪戦（万博）
- Jリーグ初得点：1993年11月6日 対横浜マリノス戦（三ツ沢）
- JSL初出場：1984年5月13日 対ヤンマーディーゼル戦（神戸・中央）
- JSL初得点：1984年10月14日 対本田技研戦

## 指導歴
- 2001年 浦和レッドダイヤモンズ ジュニアユースコーチ
- 2004年 浦和レッドダイヤモンズ ユースコーチ
- 2005-2006年 浦和レッドダイヤモンズ ユース監督
- 2007-2008年 浦和レッドダイヤモンズ コーチ
- 2009-2010年 浦和レッドダイヤモンズ 強化部
- 2011年 浦和レッドダイヤモンズ コーチ
- 2012年- 浦和レッドダイヤモンズ ユースコーチ
- 尚美学園大学サッカー部コーチ
- 2017-2019年境トリニタス監督
- 2020年- 川越FUTURE トップチーム監督